# Nicolas Leclère
Nicolas Leclère est un réalisateur et directeur de production français.

## Biographie
Parallèlement à son activité de directeur de production, Nicolas Leclère a réalisé plusieurs courts métrages, dont Les Rues de Pantin qui a obtenu en 2015 le Grand Prix du festival Côté court de Pantin.

## Filmographie

### Réalisateur
- 2001 : Le Temps qu'il fait
- 2009 : Prendre l'air
- 2011 : Comment dire...
- 2016 : Les Rues de Pantin
- 2019 : Le moteur à explosion
- 2024 : Rêver à la Suisse

### Directeur de production
- 2006 : Le Dernier des fous de Laurent Achard
- 2009 : Un chat un chat de Sophie Fillières
- 2013 : L'Inconnu du lac d'Alain Guiraudie
- 2014 : L'Armée du salut d'Abdellah Taïa
- 2014 : Métamorphoses de Christophe Honoré
- 2016 : Rester vertical d'Alain Guiraudie
- 2017 : Les Malheurs de Sophie de Christophe Honoré
- 2017 : Madame Hyde de Serge Bozon
- 2019 : Sybil de Justine Triet
- 2020 : Petite nature de Samuel Theis
- 2022 : La petite bande de Pierre Salvadori
- 2022 : Le Lycéen de Christophe Honoré
- 2024 : Je le jure de Samuel Theis
- 2025 : Aimons nous vivants de Jean Pierre Améris